# Petrastadion
Het Petrastadion (Arabisch: ستاد البتراء) is een multifunctioneel stadion in Amman, de hoofdstad van Jordanië. 
In het stadion is plaats voor 6.000 toeschouwers. De voetbalclubs Al-Ahli SC Amman en Al-Jazeera Club Amman maken gebruik van dit stadion. Het wordt gebruikt door het vrouwenelftal van Jordanië en het team onder 20. 
In 2009 werden er in dit stadion wedstrijden gespeeld op het West-Aziatisch kampioenschap voetbal mannen onder 15. In dit stadion werden er zes groepswedstrijden, een halve finale, de troostfinale en de finale gespeeld.
Er werden in 2022 een aantal internationale kwalificatiewedstrijden voor het Aziatisch kampioenschap voetbal onder 20 van 2023.